# Radotín
Radotín település Csehországban, Přerovi járásban. Radotín Kladníky, Týn nad Bečvou, Oprostovice, Lhota és Soběchleby településekkel határos. Lakosainak száma 178 fő (2024. január 1.).

## Népesség
A település lakosságának változását az alábbi diagram mutatja:
| Lakosok száma | 203  | 221  | 246  | 193  | 176  | 195  | 189  | 181  | 177  | 178  |
|               | 1869 | 1890 | 1921 | 1950 | 1980 | 2001 | 2017 | 2019 | 2022 | 2024 |